# Jason C. Bradford
Jason C. Bradford ( * 1960 - ) es un botánico estadounidense, que se desempeña en el "Centro de Conservación y Desarrollo Sustentable", del Missouri Botanical Garden.

## Algunas publicaciones
- 1998. A cladistic analysis of species groups in Weinmannia (Cunoniaceae) based on morphology and inflorescence architecture. Ann. Missouri Bot. Gard. 85: 565–593
- ----, richard w Barnes. 2001. Phylogenetics and classification of Cunoniaceae (Oxalidales) using chloroplast DNA sequences and morphology. Syst. Bot. 26:354–385
- richard w Barnes, robert s Hill, jason c Bradford. 2001. The history of Cunoniaceae in Australia from macrofossil evidence. Australian J. of Botany 49 ( 3 ): 301-320
- 2002. Molecular phylogenetics and morphological evolution in Cunonieae (Cunoniaceae). Ann. Missouri Bot. Gard.
- jason c Bradford, helen c Fortune-Hopkins, richard w Barnes. 2004. "Cunoniaceae", pp. 91-111. En: Klaus Kubitski (editor). The Families and Genera of Vascular Plants vol. VI. Springer-Verlag: Berlín; Heidelberg, Alemania
- daniel e Bunker, fabrice DeClerck, jason c Bradford, et al. 2005. Species Loss and Aboveground Carbon Storage in a Tropical Forest. Science 11 de noviembre de 2005: 310 ( 5750): 1029-1031

## Honores

### Epónimos
- bradfordiana

- La abreviatura «J.Bradford» se emplea para indicar a Jason C. Bradford como autoridad en la descripción y clasificación científica de los vegetales.[1]

- «Jason C. Bradford». Índice Internacional de Nombres de las Plantas (IPNI). Real Jardín Botánico de Kew, Herbario de la Universidad de Harvard y Herbario nacional Australiano (eds.).
- Wikispecies tiene un artículo sobre Jason C. Bradford.

- Datos: Q5927109
- Especies: Jason C. Bradford

1. ↑  Todos los géneros y especies descritos por este autor en IPNI.